# 巴科夫山
巴科夫山（英語：Mount Barkow）是南極洲的山峰，位於帕爾默地，處於科爾特冰原島峰以西37公里，海拔高度1,390米，在1940年12月由美國研究隊發現和拍攝空中照片，現時由南極條約體系管理。